# Chrysoesthia
Chrysoesthia is een geslacht van vlinders van de familie tastermotten (Gelechiidae).

## Soorten
- C. aletris (Walsingham, 1919)
- C. atriplicella (Amsel, 1939)
- C. bosae (Walsingham, 1908)
- C. boseae (Walsingham, 1908)
- C. candidella (Chrétien, 1915)
- C. compositella (Chrétien, 1915)
- C. drurella

Gloriemot Fabricius, 1775
- C. eppelsheimi (Staudinger, 1885)
- C. falkovitshi Lvovsky & Piskunov, 1989
- C. gaditella (Staudinger, 1859)
- C. halymella (Amsel & Hering, 1931)
- C. heringi (Kuroko, 1961)
- C. isocharis (Vári, 1963)
- C. lingulacella (Clemens, 1860)
- C. mimetis (Vári, 1963)
- C. parilis (Vari, 1963)
- C. sexguttella

Zesvleksmot (Thunberg, 1794)
- C. stipelloides (Janse, 1950)
- C. verrucosa Tokar, 1999
- C. versicolorella (Kearfott, 1908)